# Силва, Рафаэл (дзюдоист)
Рафаэл Карлос да Силва (порт.-браз. Rafael Carlos da Silva; род. 11 мая 1987, Акидауана, Мату-Гросу-ду-Сул) — бразильский дзюдоист, выступающий в тяжёлой весовой категории (свыше 100 кг). Бронзовый призёр Олимпийских игр (2012, 2016).

## Биография
В 2012 году на Олимпийских играх в Лондоне в четвертьфинале проиграл российскому дзюдоисту Александру Михайлину (в итоге завоевавшему серебряную медаль), но затем победил венгерского дзюдоиста Барна Бора, и в борьбе за третье место победил корейца Ким Сон Мина, и в итоге завоевал бронзовую медаль в весовой категории свыше 100 кг.
На чемпионате мира 2023 года, который состоялся в Дохе, бразильский спортсмен завоевал бронзовую медаль. В поединке за третье место он сумел победить спортсмена из Таджикистана Темура Рахимова.

## Выступления на Олимпиадах
| Олимпиада           | Дисциплина                  | Место   |
| ------------------- | --------------------------- | ------- |
| Лондон 2012         | дзюдо, мужчины свыше 100 кг | 3 место |
| Рио-де-Жанейро 2016 | дзюдо, мужчины свыше 100 кг | 3 место |